# Robert Carlyle
Robert Carlyle, OBE (Glasgow, 14 de abril de 1961) é um ator escocês.

## Biografia
Carlyle foi criado por seu pai, após sua mãe os ter abandonado quando ele tinha apenas 4 anos de idade. Seu pai trabalhou como decorador e pintor. Inspirado pelo filme britânico The Crucible, de Arthur Miller, Carlyle estudou artes e interpretação na Glasgow Arts Centre aos 21 anos. É casado com Anastasia Shirley e tem 3 filhos, Ava, Harvey e Pearce Joseph. Carlyle não gosta de um de seus mais famosos personagens, Begbie, por torcer pelo time de futebol Hibernian FC, enquanto ele é torcedor do Rangers FC.

## Carreira
Carlyle se graduou  na Royal Scottish Academy of Music and Drama. Em 1991, ele e mais quatro amigos fundaram uma companhia de atores e convidados, estrelando The Bill. Seu primeiro papel de destaque foi o assassino de David Bilborough (interpretado por Christopher Eccleston), na série Cracker. Depois, fez vários papéis em muitos filmes, sendo boa parte como um serial killer ou assassino. Recentemente, participou do filme 28 Weeks Later, interpretando um dos protagonistas, Don, além de ter filmado o filme Flood, onde salva Londres de um desastre natural. Participou também do videoclipe da música "Little by Little" da banda britânica Oasis. De 2011 para 2018 interpretou o personagem Rumplestiltskin da série de TV Once Upon a Time do canal ABC.

## Televisão
- Once Upon a Time (série) (2011-2018)
- Stargate Universe (2009)
- Class of '76 (2005)
- Human Trafficking (2005) (nomeação ao Emmy de melhor ator coadjuvante em série de TV ou filme)
- Gunpowder, Treason & Plot (2004) (como King James I)
- Hitler: The Rise of Evil (2003) (como Adolf Hitler)
- Looking After Jo Jo (1998)
- Hamish Macbeth (1995 - 1998)
- Cracker- "To Be A Somebody" (1994)
- 99-1 (1994)

## Filmografia
- Yesterday (2019)
- T2 Trainsppoting  (2017)
- A Lenda de Barney Thomson (2015)
- California Solo (2012)
- 24: Redemption (2008)
- The Tournament (2007)
- Flood (2007)
- 28 Weeks Later (2007)
- Eragon (2006)
- Baila Comigo (2005)
- The Mighty Celt (2005)
- Black and White (2002)
- Once Upon a Time (2011)
- Formula 51 (2001)
- The 51st State (2001)
- A Última das Guerras (2001)
- There's Only One Jimmy Grimble (2000)
- A Praia (2000)
- Angela's Ashes (1999)
- 007 - O Mundo não é o Bastante (1999)
- Ravenous (1999)
- Plunkett & Macleane (1999)
- Face (1997)
- The Full Monty (1997)
- Carla's Song (1996)
- Trainspotting - Sem Limites (1996)
- Go Now (1995)
- Priest (1994)
- Being Human (1994) (1993)
- Safe (1993)
- Tender Blue Eyes (1992)
- Riff-Raff (1990)
- Silent Scream (filme) (1990)

## Video Game
Carlyle também foi dublador da voz de Gabriel Belmont da série de jogos eletrônicos chamado Castlevania Lords Of Shadow.